# Carlos Martins
Carlos Jorge Neto Martins (Oliveira do Hospital, 29 aprile 1982) è un ex calciatore portoghese, di ruolo centrocampista.

## Caratteristiche tecniche
Centrocampista centrale, nel 2001 è stato inserito nella lista dei migliori calciatori stilata da Don Balón.

## Carriera

### Club
Carlos Martins inizia nelle giovanili dello Sporting Lisbona la propria carriera. All'età di 19 anni passa alla Campomaiorense dove oltre a 27 presenze realizza anche 1 gol. Torna allo Sporting Lisbona e nel 2002-2003 non colleziona nemmeno 1 presenza. Va in prestito all'Académica e nel 2004 torna nuovamente a Lisbona per restarci fino al 2007. In 3 anni mette insieme 75 presenze e 10 reti. Nella stagione 2007/2008 passa al Recreativo de Huelva, in Spagna, e lì abbina a 32 presenze ben 6 reti. Infine nella stagione 2008-2009 torna in Portogallo, questa volta con la maglia del Benfica. Nell'agosto 2011 passa in prestito al club spagnolo del Granada.
Il 4 agosto 2012, dopo essere rientrato dal prestito al Granada, firma il rinnovo di contratto col Benfica fino al 2016 con una clausola rescissoria di 20 milioni di euro.
Per la stagione 2013/2014 viene relegato alla seconda squadra, il Benfica B, militante nella Segunda Liga. Il 19 settembre 2014 rescinde il suo contratto con il Benfica.
Nel mercato invernale del 2015 viene acquistato dal Belenenses.

## Palmarès

### Club

#### Competizioni nazionali
- Campionato portoghese: 1

Benfica: 2009-2010
- Coppa di Lega portoghese: 2

Benfica: 2008-2009, 2009-2010
- Supercoppa di Portogallo: 1

Sporting Lisbona: 2002